# Collégiale Saint-Vincent de Montréal
La collégiale Saint-Vincent de Montréal est une ancienne collégiale située à Montréal dans le département français de l'Aude en région Occitanie.

## Historique
Deux paroisses existaient en 1269 dans la commune de Montréal : une hors les murs, Sainte-Marie de l'Amandier, et une autre dans l'enceinte fortifiée dédiée à saint Vincent. Cette dernière est érigée en collégiale par le pape Jean XXII en 1317. Les paroissiens de la commune envisageaient depuis longtemps l'agrandissement de leur église car dès 1273 ils obtenaient de Philippe III la remise des censives royales sur les maisons contiguës à l'église. La construction de l'église est menée rapidement à bonne fin. L'édifice est classé au titre des monuments historiques en 1862.

## Description

### Extérieur
La façade méridionale présente en son centre un porche somptueusement sculpté, précédé par un large escalier à deux degrés opposés. Le gâble du porche cache en partie la rosace percée dans le mur au-dessus de cette porte. À l'est se trouve la haute tour octogonale du clocher avec une riche décoration d'arcatures aveugles. À l'ouest une tourelle circulaire surmonte un encorbellement d'angle. De part et d'autre du portail d'entrée sont percées six hautes fenêtres, trois de chaque côté, éclairant les chapelles latérales. Le portail secondaire de la façade occidentale est assez détérioré ; au nord de cette façade une tourelle octogonale forme une réplique au clocher. Le chevet polygonal est masqué en partie par la sacristie édifiée en 1763.

### Intérieur
La nef unique d'une largeur de 20 m environ est bordée de treize chapelles logées entre les contreforts : sept à droite et six à gauche car un emplacement est occupé par la porte d'entrée.
L'abside pentagonale est précédée d'un chœur garni de soixante-six stalles de bois, trente-trois hautes et trente-trois basses : elles sont finement sculptées et datent du XVIIe siècle. 
Dans l'église se trouvent de nombreux tableaux :
- Tableaux de Jean-Baptiste Despax : dans le chœur se trouvent sept toiles retraçant la vie et le martyre de saint Vincent avec au centre un tableau de 6,00 m x 3,90 m représentant le saint sur un lit de roses et de part et d'autre six tableaux de 1,80 m x 3,50 m représentant l'ordination de saint Vincent, la prédication, l'arrestation, le jugement, le martyre et l'apothéose[3].
- Tableaux de Jacques Gamelin : dans la chapelle en face de la porte d'entrée se trouvent deux tableaux de cet artiste représentant saint Pierre guérissant un paralytique[4] et saint Roch secouru par un ange[5]. Dans chacune de chapelles latérales près du chœur se trouve un tableau de cet artiste : L'archange Gabriel et l'Assomption de la Vierge[6].